# Tizio Aristone
Tizio Aristone (in latino Titius Ariston; Roma, I secolo – I secolo) è stato un giurista romano.

## Biografia
Avvocato e consulente, fu discepolo di Cassio Longino, anche se poco partecipe alle attività della scuola. Da una nota di Papiniano, sembrerebbe che Aristone avesse ruoli di consulente nel consilium principis di Traiano.

## Opere
Aristone scrisse Notae a opere di Masurio Sabino, Cassio Longino e Labeone, di cui resta traccia nel Corpus Iuris Civilis.